# Казаречче
Казаречче (англ. Casarecce, від італ. casereccio, що означає «зроблена вдома») — короткі кручені макарони, що походять із Сицилії, які виглядають намотаними на себе. 
Казаречче добре поєднується з вершками/сиром, м'ясом, наполітаною, морепродуктами, песто та овочами.

## Дивіться також
- Різновиди пасти